# WrestleMania X
WrestleMania X foi o décimo evento de luta livre profissional WrestleMania produzido pela World Wrestling Federation (WWF) e transmitido em formato pay-per-view, que aconteceu em 20 de março de 1994 no Madison Square Garden em Nova Iorque, Nova Iorque. O foco central do pay-per-view foi o WWF World Heavyweight Championship, que foi defendido duas vezes. Lex Luger desafiou Yokozuna pelo título na primeira luta, mas foi desqualificado por empurrar o árbitro. Bret Hart foi o segundo desafiante e conseguiu conquistar o título. Isto levou a uma rivalidade entre Bret e seu irmão Owen, que havia derrotado Bret no começo do pay-per-view.
Nas outras lutas do evento, Razor Ramon derrotou Shawn Michaels em uma luta de escadas para se tornar no único detentor do WWF Intercontinental Championship. Bam Bam Bigelow e Luna Vachon derrotaram Doink The Clown e Dink. Randy Savage ainda derrotou Crush em uma luta Falls Count Anywhere.
WrestleMania X foi a primeira edição que não contou com Hulk Hogan, que era a figura pública da WWF; depois de sua saída de 1993, este papel ficou para Bret Hart. Esta também foi a última luta televisada de Randy Savage na empresa.

## Resultados
| Nº                                          | Resultados | Estipulações                                                                | Tempo |
| ------------------------------------------- | --- | --------------------------------------------------------------------------- | ----- |
| Dark                                        | The Heavenly Bodies (Jimmy Del Ray e Tom Prichard) (com Jim Cornette) derrotou The Bushwhackers (Luke Williams e Butch Miller) | Luta de duplas                                                              | N/A   |
| 1                                           | Owen Hart derrotou Bret Hart                                                                                                   | Luta individual                                                             | 20:21 |
| 2                                           | Bam Bam Bigelow e Luna Vachon derrotaram Doink The Clown (Ray Apollo) e Dink                                                   | Luta de duplas mistas                                                       | 6:09  |
| 3                                           | Randy Savage derrotou Crush (com Mr. Fuji)                                                                                     | Luta Falls Count Anywhere                                                   | 9:49  |
| 4                                           | Alundra Blayze (c) derrotou Leilani Kai                                                                                        | Luta individual pelo WWF Women's Championship                               | 3:20  |
| 5                                           | Men on a Mission (Mabel e Mo) (com Oscar) derrotou The Quebecers (Jacques e Pierre) (c) (com Johnny Polo) por contagem         | Luta de duplas pelo WWF Tag Team Championship                               | 7:41  |
| 6                                           | Yokozuna (c) (com Mr. Fuji e Jim Cornette) derrotou Lex Luger por desqualificação                                              | Luta individual pelo WWF Championship com Mr. Perfect como árbitro especial | 14:40 |
| 7                                           | Earthquake derrotou Adam Bomb (com Harvey Wippleman)                                                                           | Luta individual                                                             | 00:35 |
| 8                                           | Razor Ramon (c) derrotou Shawn Michaels (com Diesel)                                                                           | Luta de escadas pelo Undisputed WWF Intercontinental Championship           | 18:47 |
| 9                                           | Bret Hart derrotou Yokozuna (c) (com Mr. Fuji e Jim Cornette)                                                                  | Luta individual pelo WWF Championship com Roddy Piper como árbitro especial | 10:38 |
| (c) – Refere-se aos campeões antes da luta. | |                                                                             |       |